# بروني (همبرات)
بروني (بالفارسية: برونی) هي قرية تقع في إيران في قسم همبرات الريفي.